# Rue Poulbot
La rue Poulbot est une voie située dans le quartier de Clignancourt du 18e arrondissement de Paris, en France.

## Origine du nom
Elle porte le nom du dessinateur Francisque Poulbot (1879-1946), spécialiste des représentations des Poulbots, petits titis parisiens.

## Historique
La voie, située sur le territoire de l'ancienne commune de Montmartre, comprend, au départ de la rue Norvins (ancienne rue Trainée), l' ancienne impasse Trainée  «— du nom d'un procédé de chasse au loup —» datant du XIVe siècle, renommée rue Poulbot en 1967 puis reliée en 1970 à la place du Calvaire en passant dans le « maquis» de la butte.
La rue fait partie de la zone du site, désormais touristique, du Vieux Montmartre.

## Bâtiments remarquables et lieux de mémoire

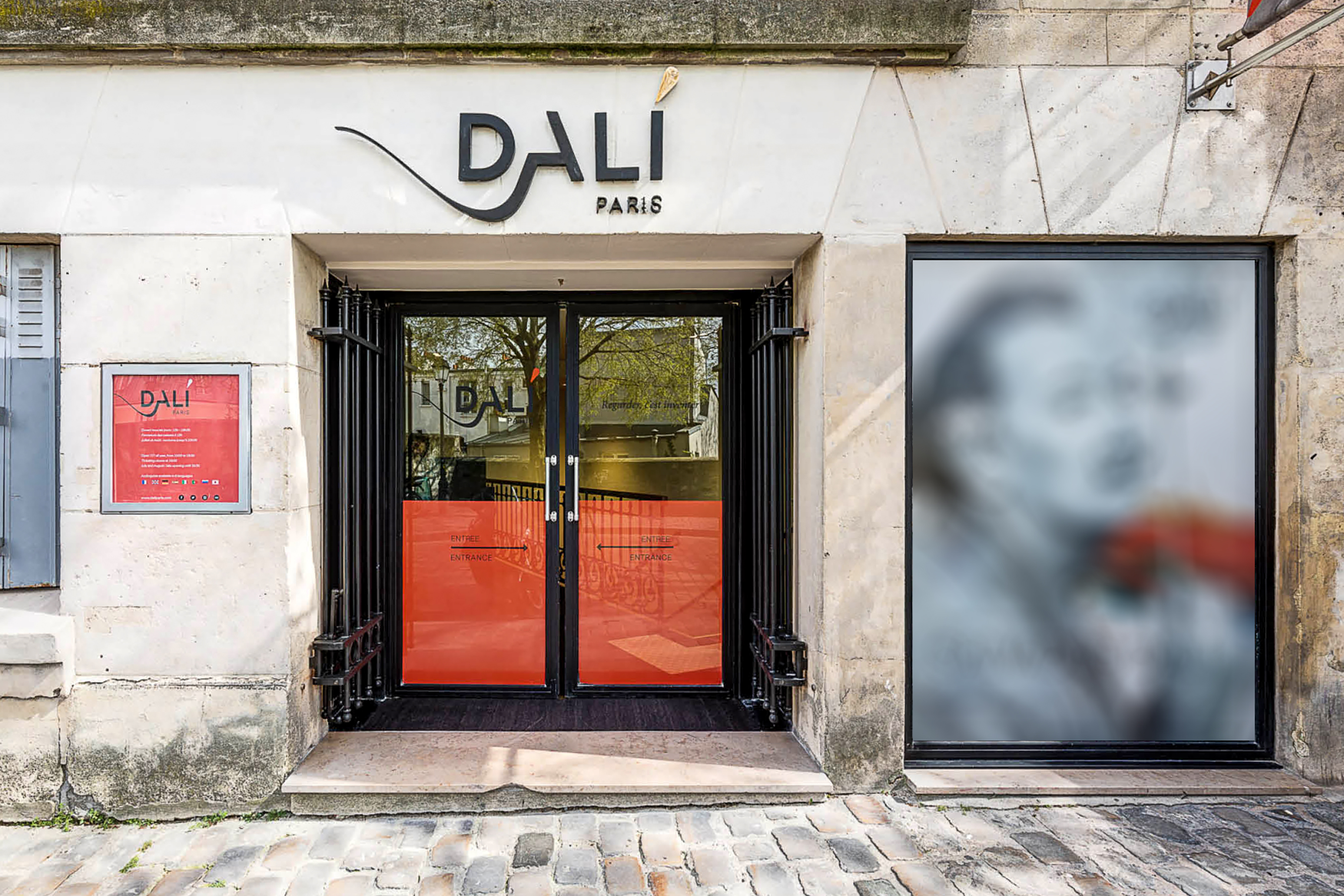
Entrée de l'espace Dali.

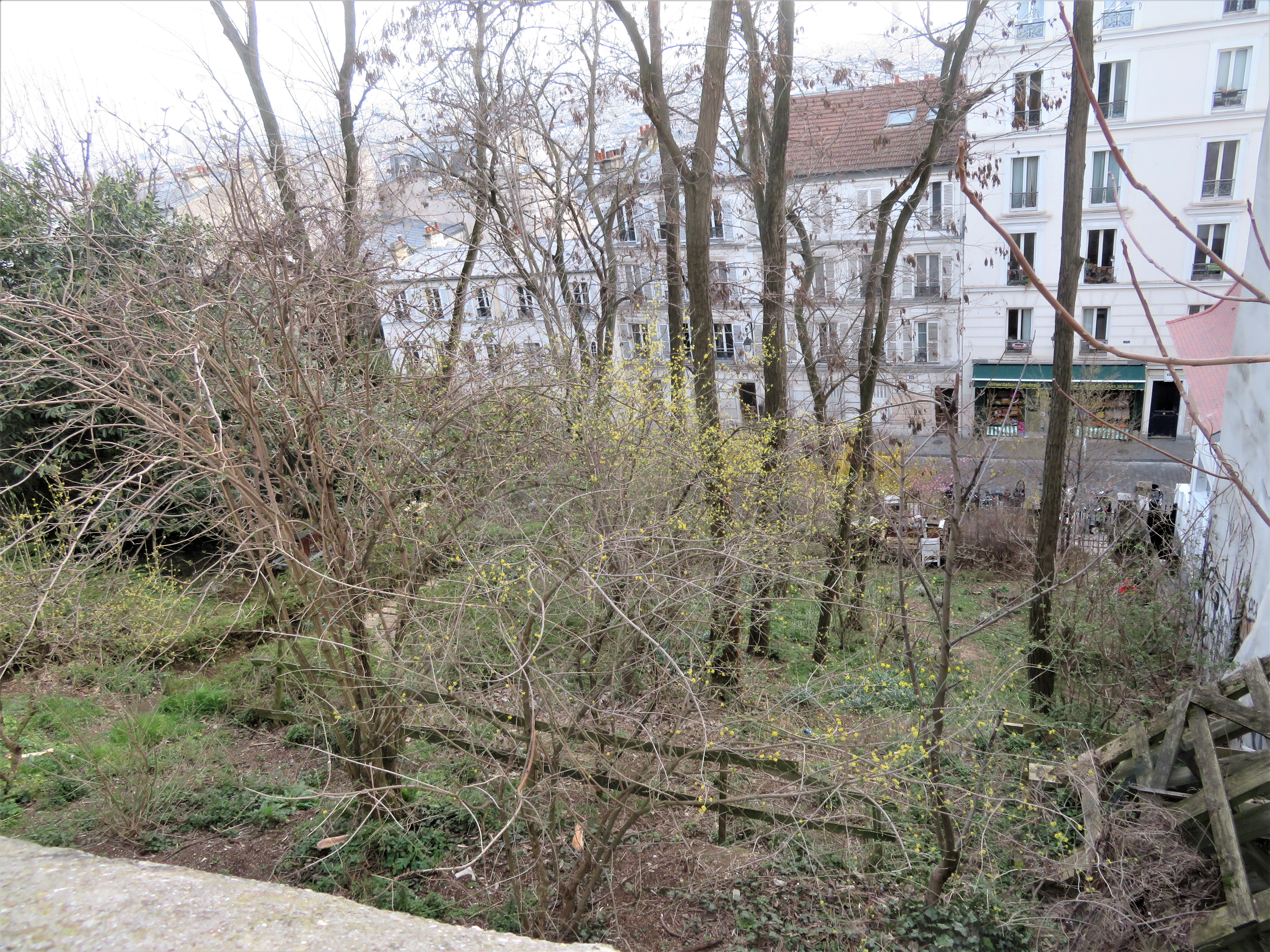
Ruches vues de la rue Poulbot vers la rue Gabrielle

Louis-Ferdinand Céline, dans son roman Féerie pour une autre fois (1952), fait à de nombreuses reprises allusion à l'impasse Trainée en y situant les carrières de gypse de son ami Jules, portrait du peintre Gen Paul.
Au no 11 se trouve l'espace Dali, une « exposition permanente de l'art surréaliste de Salvador Dalí, notamment axée sur ses sculptures et gravures ».
La rue surplombe un terrain clos qui s'étend en contrebas jusqu'à la rue Gabrielle où sont installées des ruches.